# 2-а Мала Довженкова
2-а Мала Довженкова (рос. 2-я Малая Долженкова) — присілок в Октябрському районі Курської області Російської Федерації.
Населення становить 33 особи. Входить до складу муніципального утворення Старковська сільрада.

## Історія
Населений пункт розташований на території українського етнічного та культурного краю Східна Слобожанщина.
Від 2004 року входить до складу муніципального утворення Старковська сільрада.

## Населення
| 2002 | 2010 |
| ---- | ---- |
| 39   | ↘33  |